# Sovana (vino)
Il Sovana è una DOC riservata ad alcuni vini la cui produzione è consentita nella provincia di Grosseto.